# Ioana Badea
Ioana Badea (Odobești, 22 de marzo de 1964) es una deportista rumana que compitió en remo. Participó en los Juegos Olímpicos de Los Ángeles 1984, obteniendo una medalla de oro en la prueba de cuatro scull con timonel.

## Palmarés internacional
| Juegos Olímpicos | Juegos Olímpicos             | Juegos Olímpicos | Juegos Olímpicos         |
| Año              | Lugar                        | Medalla          | Prueba                   |
| ---------------- | ---------------------------- | ---------------- | ------------------------ |
| 1984             | Los Ángeles (Estados Unidos) | Medalla de oro   | Cuatro scull con timonel |